# Pulpería Quilapán
La pulpería Quilapán es un restaurante de Buenos Aires, Argentina, que funciona en la casa más antigua del barrio de San Telmo.

## Historia
Desde su construcción, la casa en la que actualmente funciona la pulpería Quilapán desde 2014, tuvo diferentes usos: primero fue la vivienda de once familias, luego se destinó a un conventillo, después al uso comercial  estableciéndose una tintorería y luego un taller mecánico. En la década de 1980 funcionó la Fundación San Telmo, un espacio cultural que permaneció en actividad hasta 1992.Su actual denominación corresponde a José Santos Quilapán, líder mapuche que defendió a los pueblos indígenas de la presión colonial y que fue el ministro de guerra del rey de Patagonia, el francés Antoine de Tounens.

## Intervención arqueológica
En el siglo XXI la casa de estilo colonial fue adquirida por una pareja de arquitectos francosuizos con el objetivo de remodelarla, y realizando esa tarea descubrieron objetos antiguos. La Dirección General de Patrimonio, Museos y Casco Histórico de la ciudad de Buenos Aires realizó excavaciones arqueológicas y trabajos interdisciplinarios en el marco de un trabajo de rescate que permitieron recuperar una gran cantidad de restos materiales del siglo XIX, representativos de quienes vivieron allí, que evidenciaban que correspondía al contexto de familias de altos ingresos económicos para la época. Entre los hallazgos notables se encuentran un soldadito de plomo y un daguerrotipo muy deteriorado de forma octógono irregular, compuesto por una la placa metálica, la cobertura de vidrio y parte del marco metálico. Algunos de estos materiales se hallan expuestos en el restaurante.